# جنسن-هیلی

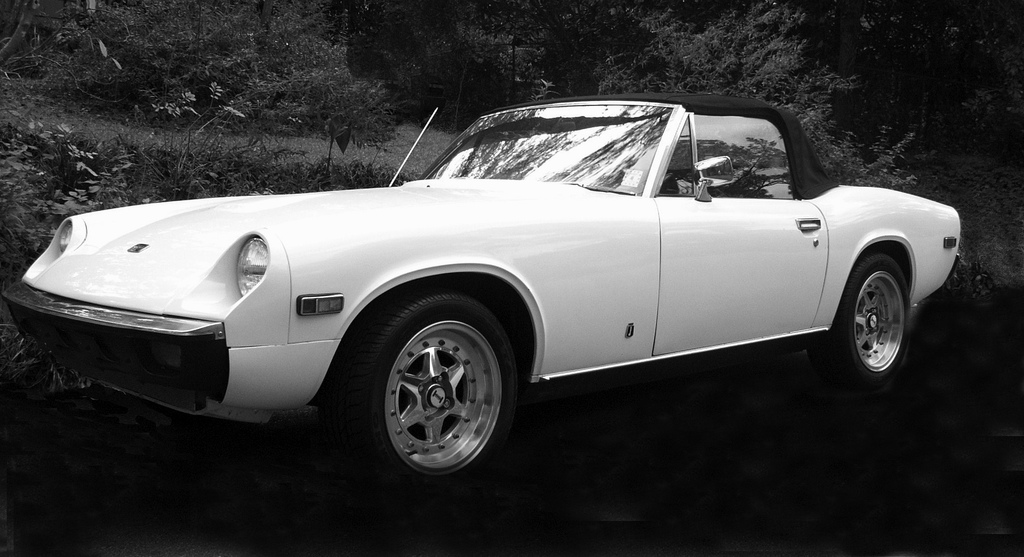

جنسن-هیلی (Jensen-Healey) خودرویی است که در سال‌های ۱۹۷۲ تا ۱۹۷۶تولید شده‌است. 
این خودرو در کلاس خودرو اسپورت قرار گرفته و وزن آن در حالت طبیعی ۲٬۴۰۸ پوند (۱٬۰۹۲ کیلوگرم) است. 
موتور آن ۱۹۷۳ سی‌سی سیستم جعبه‌دندهٔ آن به صورت دستی است.